# Drag king

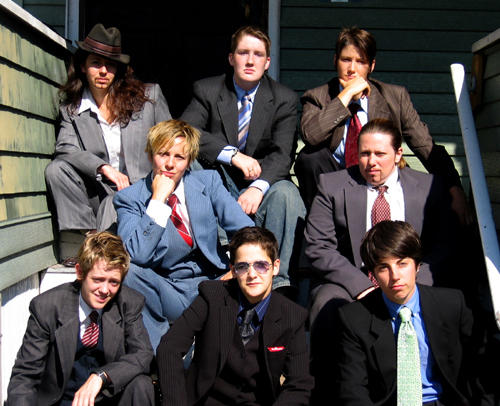
All The Kings Men, trupă de drag king, Boston, MA.

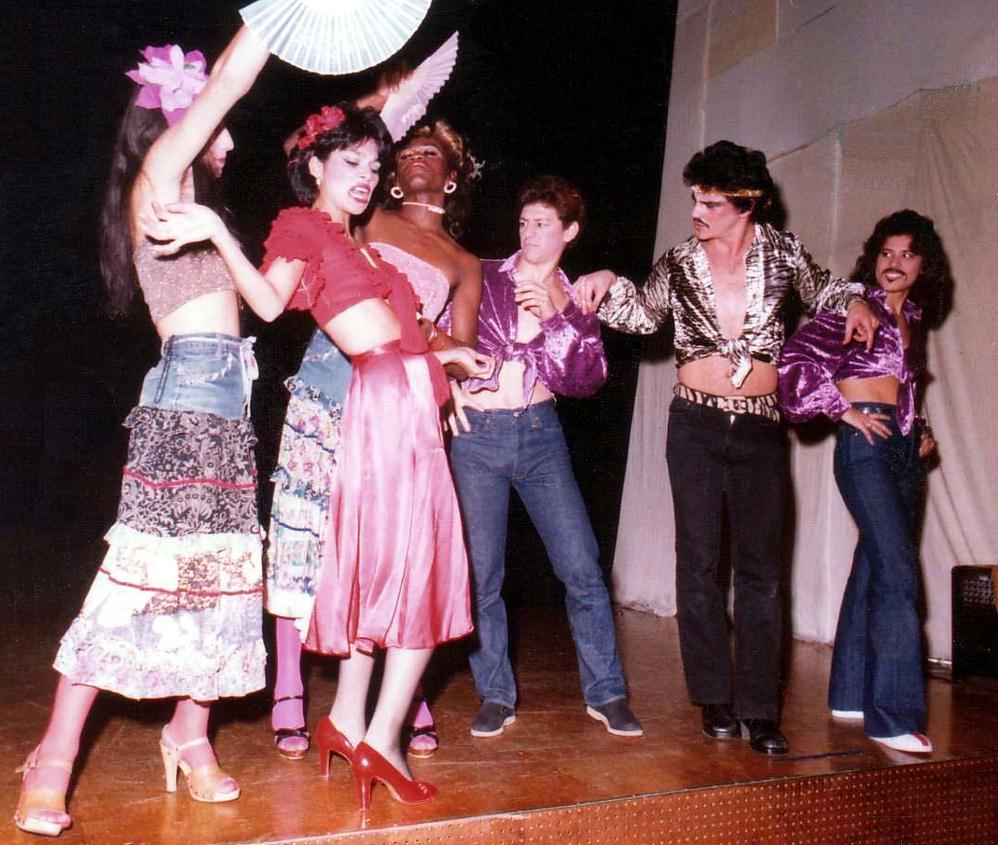
Personaj Macho de drag king(extremă dreapta), în numărul "America" al spectacolului Wild Side Story în Los Angeles,1977.

Drag kings sunt artiste de sex feminin care se travestesc în bărbați și personifică stereotipurile genului masculin într-o trupă .  Ele pot fi heterosexuale, lesbiene, bisexuale, transgender, genderqueer, fac parte din comunitatea LGBT. Un spectacolul drag king tipic poate include dans, actorie, stand-up comedy și cântec, fie live sau playback la piese pre-înregistrate. Drag kings adesea exagerează caracterul macho al personajelor masculine, portretizând masculinități marginalizate, cum ar fi lucrătorii în construcții sau rapperii, sau imitând celebrități precum Elvis Presley, Michael Jackson, Tim McGraw.
La sfârșitul anilor 1800 și începutul anilor 1900, mai mulți travestiți drag king, au devenit stele de music hall britanic, iar pantomima britanică a păstrat tradiția femeilor jucând în roluri masculine. Începând cu mijlocul anilor 1990, drag kings au început să câștige aproape aceeași faimă și atenție ca și drag queens (bărbați travestiți).

## Istoric și terminologie

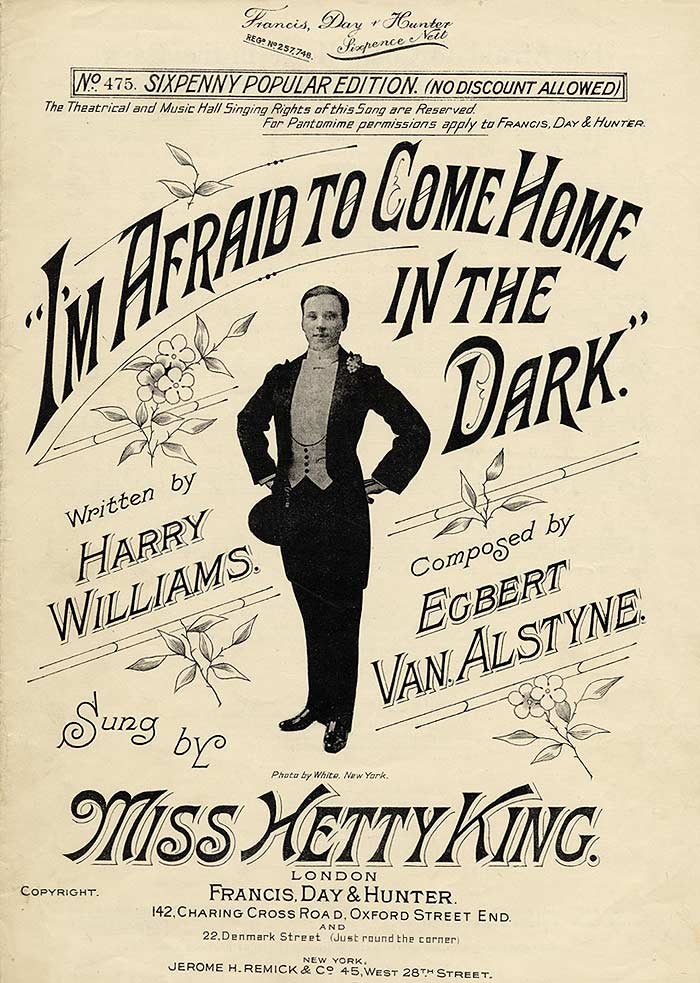
Copertă la partitura "Mi-e frică să vin acasă pe întuneric"-1907

Deși termenul de drag king a fost citat în presa scrisă abia în anul 1972,istoria interpretelor de roluri masculine este mult mai veche. Actrița și dramaturgul Susanna Centlivre a apărut pe scenă în pantaloni scurți în jurul anului 1700. Prima actriță travestită de mare popularitate în Statele Unite a fost Annie Hindle, care a început să joace în New York în 1867; în 1886 se căsătorise cu cea care îi crea vestimentația, Annie Ryan. Interpreta britanică de music hall Vesta Tilley cânta travestită în bărbat. 

## Comunitatea drag kings
Spre deosebire de drag queens, care se mândresc cu faptul că își fac o faimă proprie și creează o "filiație", drag kings au tendința de a forma trupe sau formații. Chiar dacă se pot alătura unor case și, în același timp, se mențin ca solo persona, acest lucru e din ce în ce mai rar în comunitatea drag king. Multe trupe sunt create din dorința de a crea o unitate și de a contracta astfel mai multe spectacole.
Drag kings sunt în mare măsură un fenomen al culturii lesbiene și pot fi cel mai adesea observate în baruri sau festivaluri lesbiene. Cu toate acestea, nu toate travestitele sunt lesbiene, și unele participante la subcultura drag kings nu sunt implicate în cultura, societatea sau politica lesbiene.  
Interpretând masculinitatea pe un trup non-cisgen, aceste actrițe opun rezistență noțiunii de gen binar (adică un om este ori bărbat, ori femeie). Unii bărbați trans se identifică și ei ca fiind drag kings. Faux queens (numite și femme queens, actori femme, bio queens sau kittens) joacă de multe ori alături de travestite și pot sau nu să fie lesbiene.

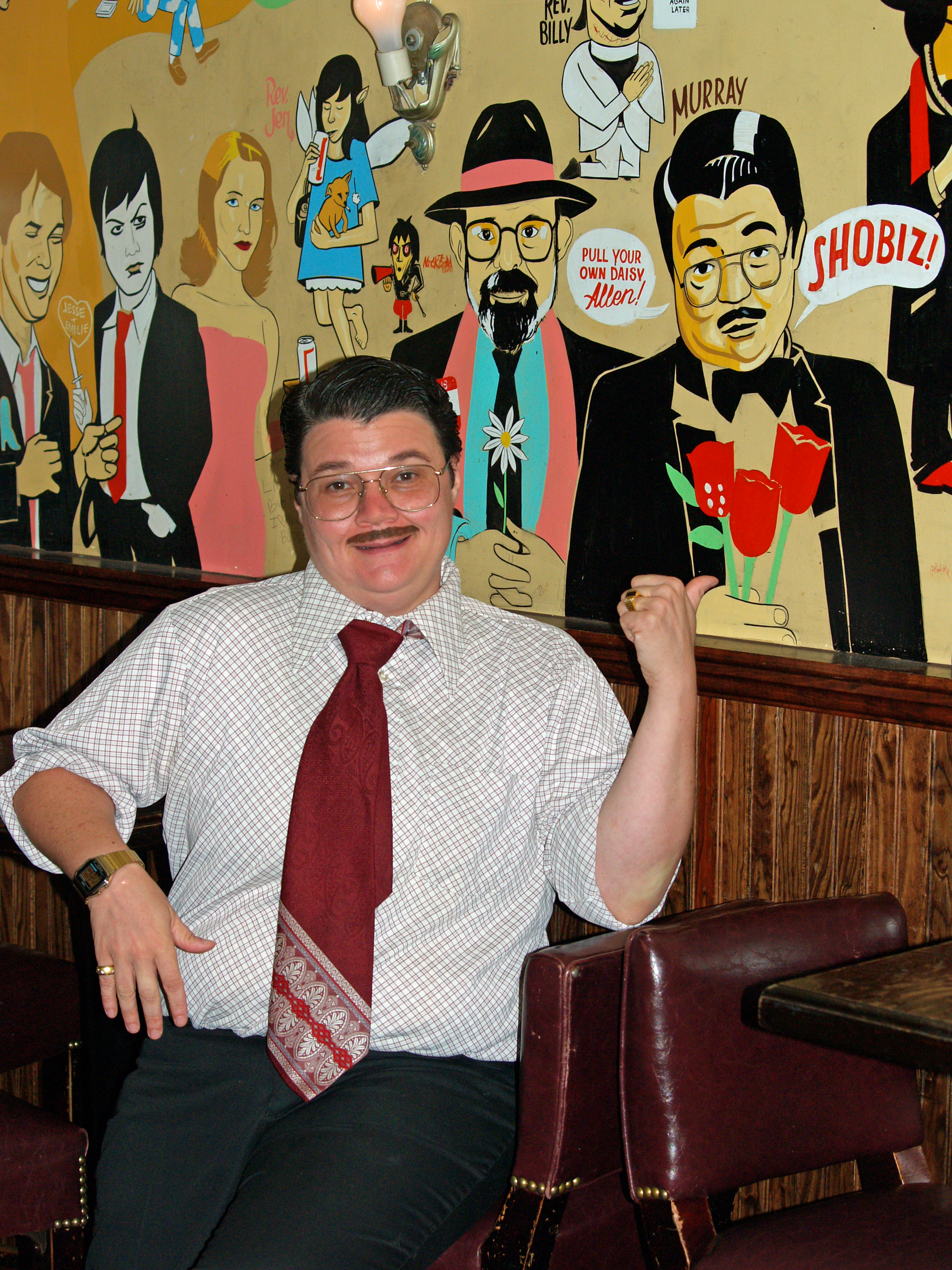
Murray Hill, New York comic și drag king.

## Crearea iluziei
În crearea iluziei, drag kings se confruntă cu provocări similare celor ale drag queens. În general, trebuie să-și ascundă sânii, să creeze iluzia organelor genitale masculine și să atenueze caracteristicile feminine. Îmbrăcămintea este, de obicei, cea mai simplă schimbare; astfel expresia "haina face pe om" mai capătă încă o nuanță.
- Ascunderea sânilor:

Ascunderea sânilor este probabil cea mai mare provocare. În timp ce unele au sâni mici, reușind să-i ascundă folosind un sutien de sport, multe recurg la bandaje, bandă adezivă, bretele (purtate în spate) și tricouri și veste mulate. Banda adeziva deteriorează cel mai tare pielea. Utilizarea ei prelungită a dus, în unele cazuri, la sfâșierea pielii după îndepărtare sau la întinderea a țesutului mamar si a pielii după utilizarea pe termen lung. o altă tehnică vătămătoare , este utilizarea de folie. Această metodă a făcut pe unele drag kings să cadă inconștiente în timpul spectacolului.
- Parul Facial:

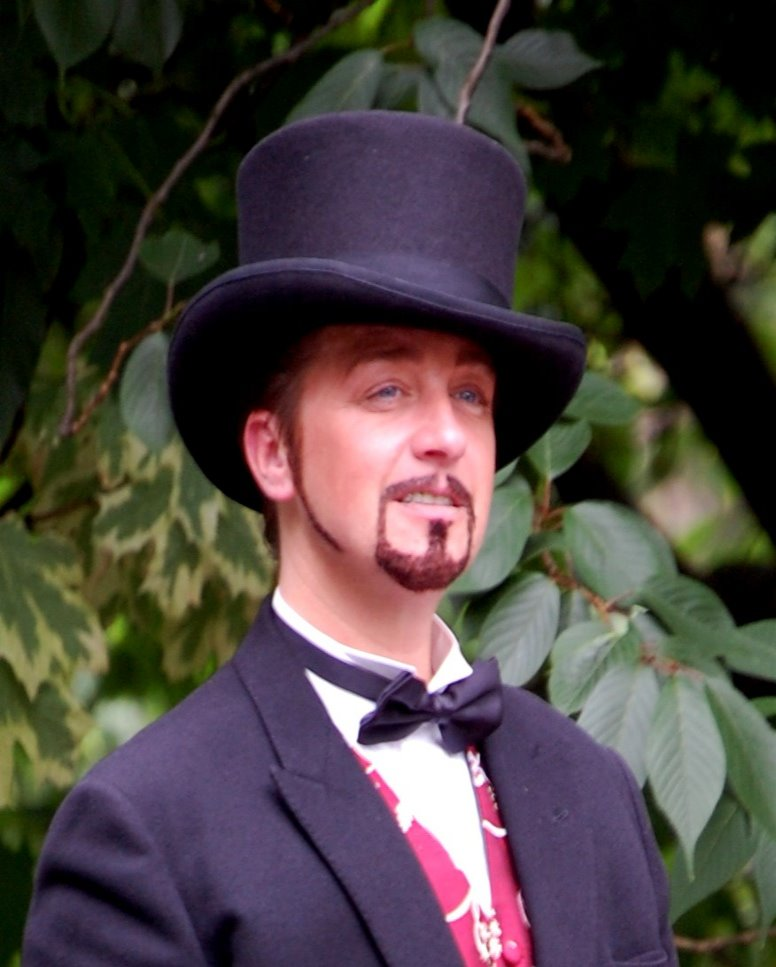
Valentino Rege, un drag king britanic, folosește mustață, barbă și perciuni pentru a crea iluzia masculinității.

- Mișcările și gesturile tipic masculine:

O provocare în crearea impresiei de masculinitate este mascarea  mișcărilor tipic feminine. În general, femeile se mișcă diferit față de bărbați, probabil datorită programării sociale sau conformației pelviene, rezultând diferențe ale unghiurilor oaselor coapselor. În portretul stereotip al bărbatului, gesturile și mișcările de dans sunt mai vioaie și mai bruște. În contrast cu drag queens, care pot avea mai ușor mișcări moi și unduioase.

## Vezi și
- Drag queen